# Путятина, Наталья Павловна
Наталья Павловна Путятина (Путятина-Табоне) (1904—1984) — балерина, преподавательница балета, русская княжна — представительница русского дворянского рода Путятиных.

### Семья
- Отец — Павел Павлович Путятин (1872—1943) — полковник, служивший в Кавалергардском полку, наездник, участник и победитель скачек[1]. Скончался в Париже.
- Мать — Ольга Павловна Путятина (1877—1967, Мальта), в девичестве Зеленая, дочь Павла Алексеевича Зеленого — полного генерала морского ведомства и градоначальника Одессы.
- Муж — Эдга́р Табоне́ (1896—1976)[2].

## Биография
С юных лет Наталья Путятина занималась балетом, брала уроки у Тамары Карсавиной.
В 1917 году вместе с родителями Наталья эмигрировала в Румынию, оттуда в Константинополь, затем в 1919 году на Мальту, а в 1921 году — в Париж. В Париже училась балету у профессиональных танцовщиков. Её наставниками были Лаврентий Новиков (партнёр Анны Павловой), Матильда Кшесинская, Ольга Преображенская и Любовь Егорова.
В 1919—1921 годах Наталья Путятина давала концерты в пользу русских беженцев в Королевской опере в Валлетте, где представляла сцены из балетов с русской тематикой и в русских костюмах. Её выступления имели большой успех, однако карьере танцовщицы она предпочла карьеру преподавателя профессионального балета.
В 1927 году вышла замуж за мальтийского коммерсанта Эдгара Табоне и вернулась с ним на Мальту.
В конце 1929 года она начала учить девочек в арендованном помещении, а в 1939 основала первую на Мальте балетную школу «Отрада», которая впоследствии превратилась в «Академию балета». Благодаря её первопроходческим начинаниям, на Мальте заговорили о философии балета как виде искусства (а не одном из видов танца). У неё появились последователи и ученики. Путятина также занималась просветительской деятельностью — выступала с публичными лекциями и писала статьи. Профессиональным балетом княжна Путятина занималась до преклонных лет и передала своё детище любимой ученице Тане Байона, которая в 1981 году объединила свою собственную балетную студию с Академией Путятиной. По воспоминаниям Байона, Путятина «прежде всего учила своих учеников уважать духовные и интеллектуальные ценности, которые формируют характер артиста».
Умерла в 1984 году, похоронена на кладбище «Та Браксия».
Наталья Путятина оставила мемуары на английском языке «Princess Olga, my mother» (1982).

## Сценический репертуар
Наталья Путятина-Табоне танцевала на сцене Королевского Оперного театра в Валлетте и на сцене театра «Маноэль». Также исполняла хореографическую миниатюру «Умирающий лебедь» на музыку К. Сен-Санса.